# Huitong (sockenhuvudort i Kina, Jiangxi Sheng, lat 26,53, long 116,10)
Huitong är en sockenhuvudort i Kina. Den ligger i provinsen Jiangxi, i den sydöstra delen av landet, omkring 240 kilometer söder om provinshuvudstaden Nanchang. Antalet invånare är 29 197. Befolkningen består av 13 706 kvinnor och 15 491 män. Barn under 15 år utgör 21,0 %, vuxna 15-64 år 70 %, och äldre över 65 år 8,0 %.
Runt Huitong är det ganska tätbefolkat, med 166 invånare per kvadratkilometer. Huitong är det största samhället i trakten. I omgivningarna runt Huitong växer huvudsakligen savannskog.
Genomsnittlig årsnederbörd är 2 191 millimeter. Den regnigaste månaden är maj, med i genomsnitt 351 mm nederbörd, och den torraste är oktober, med 24 mm nederbörd.